# Szentjóbi Szabó család

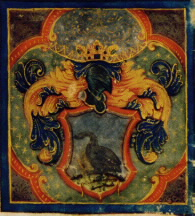
A Szentjóbi Szabó család nemesi címeres levele, melyet 1618-ban Bethlen Gábor erdélyi fejedelem adományozott a családnak

A Szentjóbi (Szent-Jóbi) Szabó család Bihar megyei nemescsalád, melyből a nemességet Szentjobi Szabó Mihály kapta, aki előbb Fráter István ítélőmesternél, majd Rhédey Ferenc váradi főkapitánynál szabómester volt.
Címeres nemeslevelét 1618-ban Bethlen Gábortól kapta.
Utódai közül ismertek:
Szentjóbi Szabó László, a költő, aki Ottományban, Bihar megyében született 1767-ben.
II. József alatt Nagyváradon volt oktató, majd Bihar megye aljegyzője és gróf Teleki Sámuel főispán titoknoka lett.
Belekeveredett a Martinovics féle összeesküvésbe, ami miatt halálos ítéletet kapott, melyet később fogságra változtattak, Kufstein várába került, ahol súlyosan megbetegedett, és 1795. október 10-én, 28 éves korában meghalt.
A család tagjai közül ismert volt még szintén egy László, akinek felesége a szántói Szabó családból származott, s ettől való leánya Ónody Zsigmondné volt.
A családból ismert volt még Szabó Márton, aki Ottományban volt birtokos, ő őrizte a család eredeti címeres nemeslevelét is.